# امیرالمؤمنین
امیرالمؤمنین (به عربی: أَمير المُؤمِنين)، عنوانی است که در فقه اسلامی مذاهب مختلف متفاوت است. اهل سنت و جماعت آن را به برخی از چهره‌هایی که رهبری دولت اسلامی را بر عهده گرفتند، می‌دهند و این عنوان در زمان خلافت عمر بن خطاب شناخته شده بود، زمانی که مسلمانان برای اولین بار آن را به او دادند، در حالی که شیعیان معتقدند که این عنوان مختص علی بن ابی‌طالب است و نه هیچ کس دیگری، و پیامبر اسلام این عنوان را به او داده است.

## کاربرد لقب
این لقب با مضمون سیاسی و دینی در منابع اسلامی در بین مسلمانان رواج داشته است. تاریخ پژوهان متفق‌القولند هنگامی که شخص خلیفه به‌طور خاص مورد خطاب قرار می‌گرفت از لقب «امیرالمؤمنین» استفاده می‌گردید. امیرالمؤمنین در لغت به معنی «امیر و فرمانده مؤمنان» است. شیعیان معتقدند این لقب پس از مرگ محمد برای علی به کار می‌رفته است ولی اهل سنت عقیده دارد بعد از درگذشت محمد، عمر اولین خلیفه‌ای بود که لقب امیرالمؤمنین را برای خود به کار برد. به نوشته تاریخ پژوهان این لقب را نخستین بار توسط عمر به کار گرفته شد.
به نوشته ابن خلدون، عبدالله ابن جحش اولین کسی بود که به عمر این لقب را داد، برخی دیگر عمرو عاص و عده‌ای نیز مغیرة بن شعبه را اولین کسانی می‌داند که به عمر این لقب را دادند؛ هرچند عبدالله ابن جحش قبل از خلافت عمر درگذشته و نمی‌توانسته اعطاکننده این لقب باشد.

## دیدگاه اهل سنت

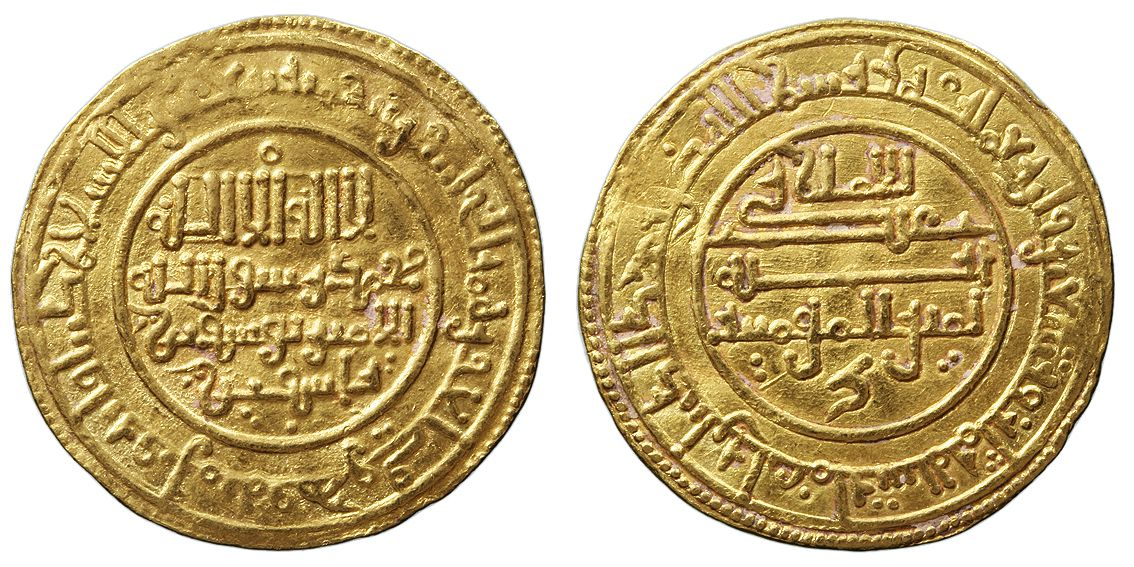
لقب «امیرالمؤمنین» بر روی دینار یوسف بن تاشفین حک شده.

مسلمانان اهل سنت این لقب را به همه خلفای راشدین می‌دهند: ابوبکر، عمر، عثمان، علی، حسن بن علی و دیگر خلیفه‌های مسلمانان از جمله اموی و عباسی استفاده کردند. لقب «امیرالمؤمنین» در زمان خلافت عمر بن خطاب ظاهر شد. عمر بن خطاب اولین کسی بود که «امیرالمؤمنین» نامیده شد، زیرا روایات اشاره می‌کنند که ابوبکر صدیق «خلیفه رسول‌اللّٰه» نامیده می‌شد. هنگامی که او درگذشت و عمر بن خطاب جانشین او شد، عمر گفت: 
ابوبکر خلیفه رسول‌اللّٰه نامیده شد. چگونه می‌توانم جانشین خلیفه رسول‌اللّٰه نامیده شوم، در حالی که این اندازه طولانی باشد؟— عمر بن خطاب
مغیرة بن شعبه به عمر گفت: 
تو امام ما هستی و ما مؤمنان هستیم پس تو امیر مؤمنان هستی.— مغیرة بن شعبه
 و عمر گفت: 
همین است.— عمر بن خطاب

## دیدگاه شیعیان

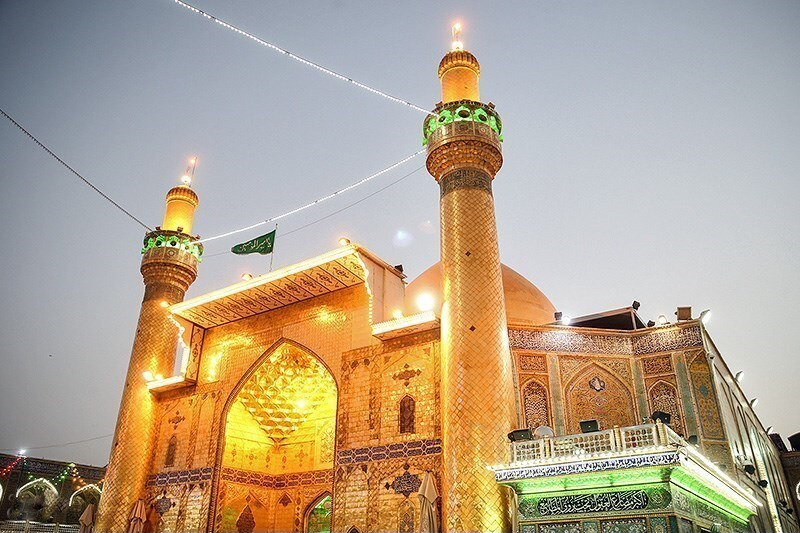
حرم علی ابن ابی‌طالب سال ۲۰۲۱

شیعیان دوازده‌امامی لقب و عنوان امیرالمؤمنین را منحصر به علی بن ابی‌طالب امام اول شیعیان می‌دانند و نه تنها استعمال این لقب را برای خلفای راشدین و غیر راشدین جایز نمی‌دانند که حتی آن را از خصایص علی بن ابی طالب دانسته و به کاربردن این لقب را برای سایر امامان خود هم جایز نمی‌دانند (مگر در حال تقیه که به کار بردن این لقب برای غیر از علی بن ابی‌طالب هم گاهی به کار رفته است). دلیل شیعیان بر این امر این است که می‌گویند محمد این لقب را برای علی به کار برده و دیگران را از نامگذاری بدان نهی کرده است. اما شیعیان اسماعیلیه آن لقب را برای خلفای فاطمی نیز استفاده می‌کنند و زیدیه آن را برای هر امامی علوی که امامتش را با جنگ بنیان نهاده استفاده می‌کنند. شیعیان دوازده‌امامی استدلالشان باتوجه به حدیثی از محمد است.